# Basarabeasca
Basarabeasca (rusky Бессарабка / Bessarabka) je nevelké město v jihovýchodním Moldavsku, v Budžaku na hranici s Ukrajinou. Sídlo vzniklo roku 1846 coby židovská osada Romanovka (na počest dynastie Romanovců, vládnoucí Ruskému impériu). Roku 1957 byla sloučena s bývalou německou osadou Heinrichsdorf a nazvána současným názvem (dle Besarábie).
V roce 2005 mělo městečko 11 100 obyvatel. Je sídlem okresu Basarabeasca a železniční stanicí, kde se dělí trať z Kišiněva na větev cahulskou a na větev několikrát překračující hranice a končící v ukrajinském Reni.